# Pestalozzi-Stiftung Hamburg

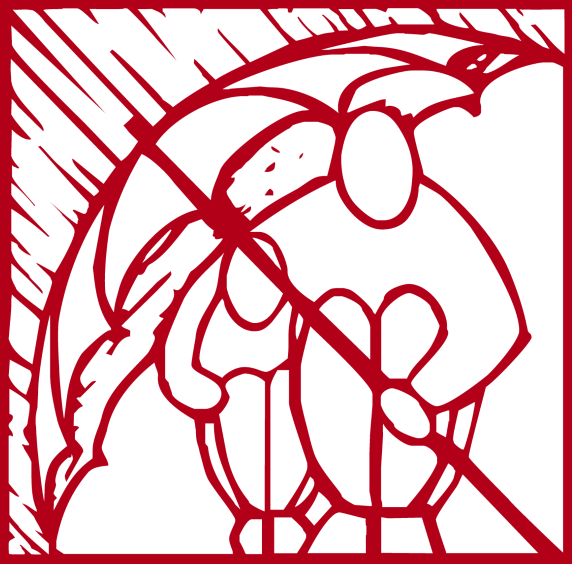
Die Pestalozzi-Stiftung Hamburg arbeitet nach dem Grundsatz, Menschen „Hilfe zur Selbsthilfe“ zu bieten.

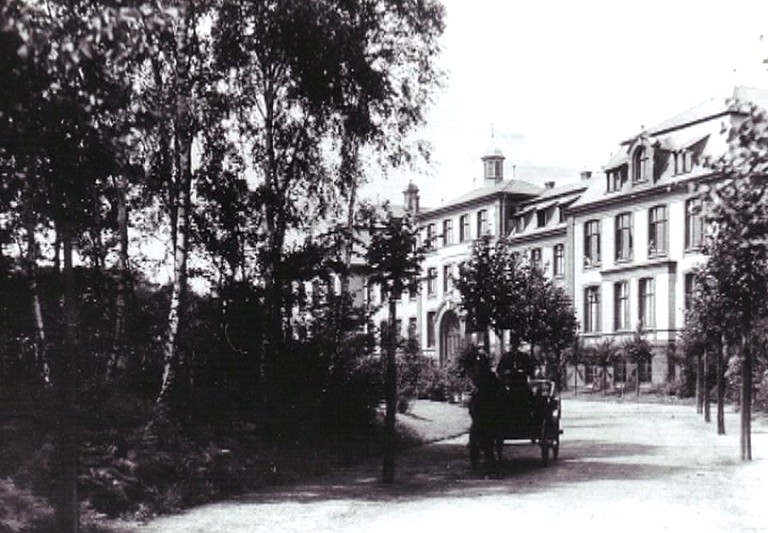
Kinderheim der Pestalozzi-Stiftung Hamburg in Volksdorf um 1906

Die Pestalozzi-Stiftung Hamburg ist eine soziale und gemeinnützige Einrichtung, die 1847 in Hamburg gegründet wurde. Für einen Zeitraum von über 100 Jahren bestand die Tätigkeit der Stiftung ausschließlich im Betrieb eines Kinderheimes, das mehrmals den Standort innerhalb Hamburgs wechselte.
Nach einigen Neuausrichtungen betreibt die Organisation heute Einrichtungen und Projekte in vielen Teilen Hamburgs und in geringerem Maße in Niedersachsen und Schleswig-Holstein. Sie ist dabei in der Kinder-, Jugend- und Familienhilfe, der Gemeinwesenarbeit, der offenen Kinder- und Jugendarbeit, der Kindertagesbetreuung und in der Arbeit mit Menschen mit geistigen Behinderungen und psychischen Erkrankungen tätig. Sie arbeitet zum großen Teil mit öffentlichen Mitteln und verfügt als operative Stiftung nur über ein geringes Kapitalvermögen, aus dem keine Ausschüttungen stattfinden. Die Stiftung beruft sich auf die Überzeugungen von Johann Heinrich Pestalozzi, dessen Ziel in der Erziehung es war, „den Menschen zu stärken“ und ihn dahin zu bewegen, „sich selbst helfen zu können“. Die Stiftung arbeitet heute unter dem Leitgedanken, Menschen „Hilfe zur Selbsthilfe“ zu bieten.

## Geschichte

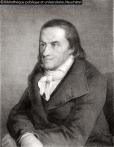
Der Schweizer Pädagoge und Namensgeber Johann-Heinrich Pestalozzi geb. am 12. Januar 1746; † 17. Februar 1827

Die Geschichte begann am 12. Januar 1846, als während einer Gedenkfeier zu Ehren von Johann-Heinrich Pestalozzi von der Freimaurer-Loge „Zur Brudertreue“ der Beschluss gefasst wurde, eine Stiftung zu gründen, um „Kindern zu helfen, die durch das Leben ihrer Eltern als verwaist gelten“ und „welche in Verhältnissen leben, die ihre sittliche Verwahrlosung befürchten lassen“. Ziel war es, eine Hilfseinrichtung für Kinder aus vernachlässigten Familien zu schaffen und diese Kinder im Sinne der freigeistigen Aufklärung und nach den Methoden Pestalozzis zu erziehen.

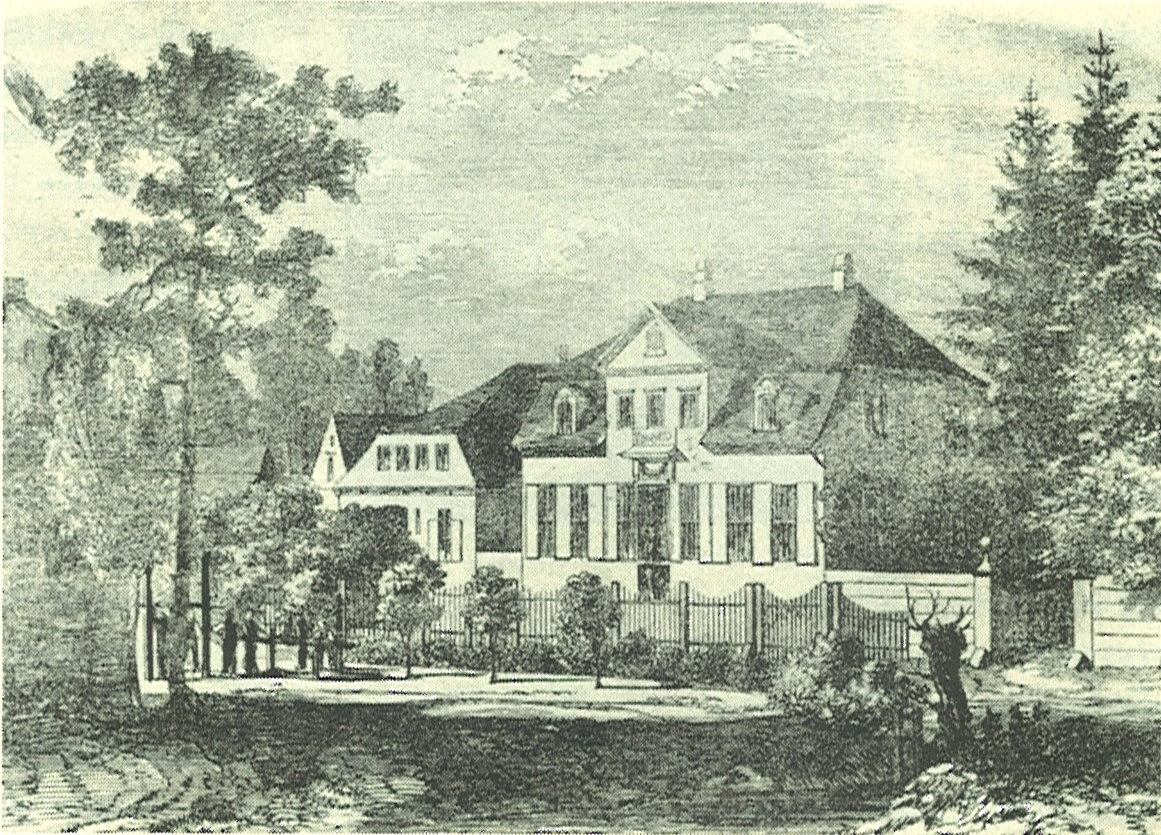
Das Pestalozziheim in „Billwärder“ in Hamburg ca. 1850

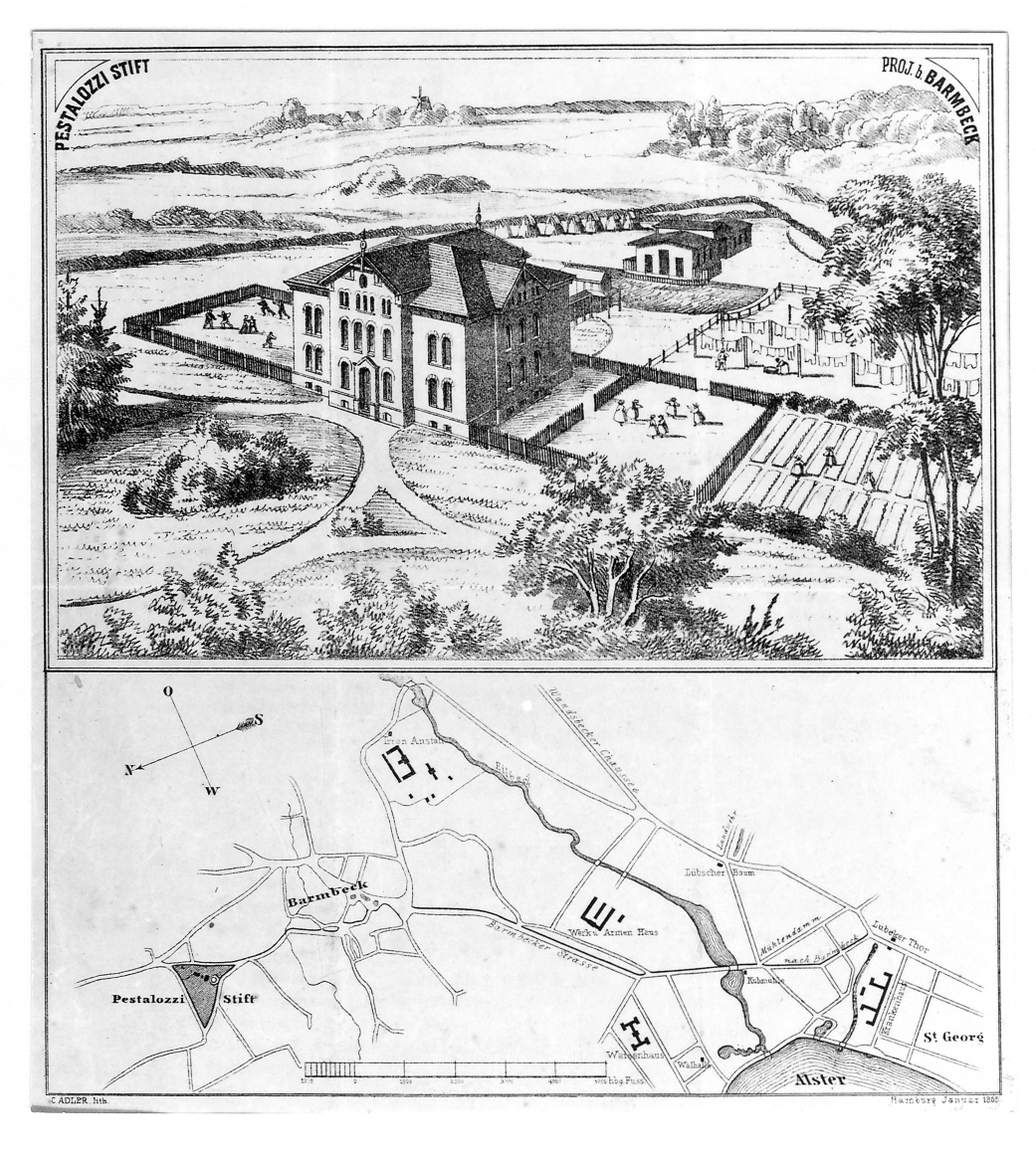
Das „Pestalozzi-Stift“ und der Stadtteil „Barmbeck“ in Hamburg im Jahr 1865

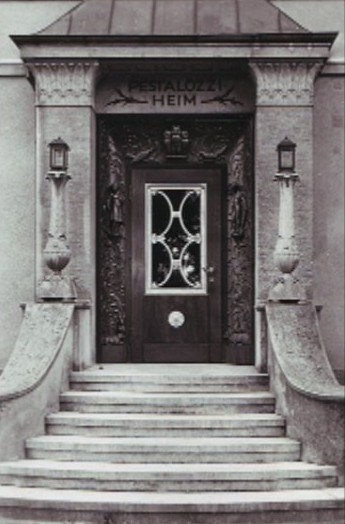
Im Wohnhaus in der Diestelstraße war früher das Kinderheim der Pestalozzi-Stiftung Hamburg

Das erste Kinderheim entstand am 8. August 1847 in Hamburg-Billwerder und wurde zum Zufluchtsort für 32 Kinder. Bereits 1865 wurde der Grundstein für eine neue und größere Einrichtung in Hamburg-Barmbek an der Hufnerstraße gelegt. Die Anzahl der Plätze wurde über die Jahre auf 78 erhöht. Doch die zunehmende Bebauung des Stadtteils, vor allem der Bau des S- und U-Bahnhofs in Barmbek, sowie eigene Erweiterungspläne zogen einen weiteren Umzug nach sich. So wurde am 29. August 1906 im Hamburger Stadtteil Volksdorf ein neues Heim für 100 Kinder eingeweiht. 1929 wurde dieses Heim zusammen mit dem umfangreichen Grundbesitz an die Stadt Hamburg verkauft.
1930 wurde aus dem Verkaufserlös ein umfangreicher Grundbesitz mit Gebäuden in der Diestelstraße in Hamburg-Ohlstedt zum Zwecke der Wiederaufnahme der Arbeit erworben. Bis 2013 gehörte das Ohlstedter Anwesen zum Stiftungsbesitz. Am 12. April 1931 wurde in der Diestelstraße ein neues Heim für 32 Kinder eingeweiht. Die Heimleiterin Elisabeth Schleuß und der Vorsitzende Pastor Hugo Poppe verhielten sich seit der Machtübernahme der Nationalsozialisten distanziert zu den vorherrschenden politischen Überzeugungen, was sich bei der Erziehung der Kinder deutlich machte. Das äußerte sich zum Beispiel darin, dass im Kinderheim kein Hitler-Bild aufgehängt wurde. Auch Leitgedanken oder Lieder, die das Nationalgefühl oder das Soldatentum verherrlichten, wurden im Kinderheim nicht verbreitet. Das Heim und die Leiterin wurden daher überwacht. 1943 ordnete der Reichsstatthalter Karl Kaufmann die Beschlagnahme des Haupthauses als Ersatz für das durch Bomben zerstörte Kinderkrankenhaus Rothenburgsort an. Das Kinderheim konnte seine Arbeit nur unter erheblichen Einschränkungen in einem Nebengebäude auf engem Raum mit 20 Kindern fortsetzen.
1947 erhielt die Stiftung ihr Haupthaus zurück und konnte dort wieder 40 Kinder betreuen. Durch die Währungsreform 1948 war das Vermögen der Stiftung weitgehend verloren gegangen. Ein Großteil des  Grundstückes musste nach und nach zur Aufrechterhaltung des  Betriebes verkauft werden. Auch die nachfolgenden Jahre waren wechselhaft und von finanziellen und strukturellen Schwierigkeiten gekennzeichnet. Im Laufe der Jahre hat sich die Stiftung mit ihren Angeboten und Zielsetzungen immer wieder neu positioniert und die Konzepte und praktischen Angebote den wechselnden geschichtlichen und sozialen Bedingungen angepasst.
Dabei erweiterte sie  fortlaufend ihr Angebot im Bereich der Kinder-, Jugend- und Familienarbeit und betreut seit den 80er Jahren Menschen mit Handicaps. Die Geschäftsstelle befindet sich heute in der Brennerstraße im Stadtteil St. Georg. Das klassische Kinderheim hat sich über die Jahre in vielfältige, regional orientierte Angebote für Kinder, Jugendliche, Familien und Menschen mit Handicaps gewandelt. Die Einrichtungen der Stiftung verteilen sich heute auf das gesamte Stadtgebiet in Hamburg, sowie auf die Bundesländer Schleswig-Holstein und Niedersachsen.

## Philosophie

### „Leben zu Lernen ist der Sinn unserer Erziehung“
Die Philosophie der Stiftung basiert auf den Werten und Erkenntnissen ihres Namensgebers Johann Heinrich Pestalozzi. Die Stiftung hat sich zum Ziel gesetzt, Menschen in schwierigen Lebenssituationen Unterstützung in der Bewältigung alltäglicher Lebensaufgaben zu bieten. Die Arbeit hat als Leitgedanke die Idee der Hilfe zur Selbsthilfe und basiert auf der Einsicht Pestalozzis, dass „Erziehung nicht etwas Fremdes an den Menschen herantragen, sondern die Entwicklung der ursprünglichen Kräfte unterstützen und erleichtern soll.“ Die Grundlage der Stiftungsarbeit beschreibt ein Zitat, das Pestalozzi immer wieder betonte: „Nur durch das Herz kann das Herz eines andern Menschen geleitet werden, und die Liebe des Herzens offenbart sich in der fürsorglichen Tat.“ Die Stiftung beruft sich in der Betreuung von Menschen auf die Grundsätze der Wertschätzung, Empathie, Solidarität und Selbstbestimmung.

### „Mit dem Herzen allein wird das Herz geleitet.“

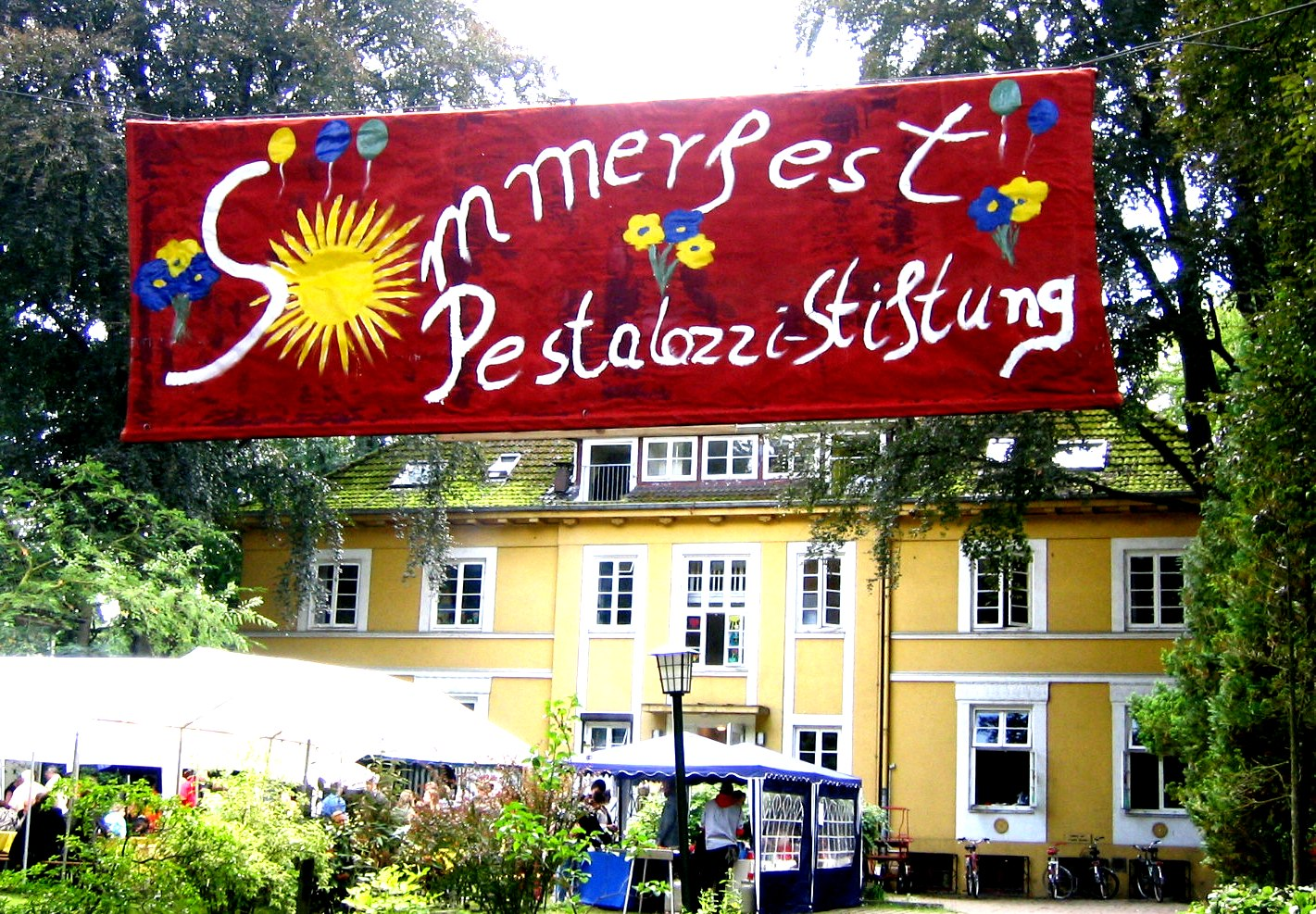
Sommerfest der Pestalozzi-Stiftung Hamburg in der Diestelstraße

Die Mitarbeiter arbeiten auch heute nach dem Ideal des Namensgebers Pestalozzi. Seine Motivation erwuchs aus persönlicher Anteilnahme. Pestalozzi wuchs in armen und schwierigen Verhältnissen auf und war sein Leben lang bemüht, mittellosen und benachteiligten Kindern menschliche Werte, Bildung und Sicherheit zu vermitteln. Nach diesem Prinzip bietet die Pestalozzi-Stiftung Hamburg den von ihr betreuten Kindern, Jugendlichen, Familien und Menschen mit Handicaps Wege und Hilfen in der Begegnung mit den vielfältigen Herausforderungen des Lebens. Die Menschen sollen dabei Fähigkeiten erlangen, um Konflikte und Probleme zu lösen, alltägliche Aufgaben zu bewältigen, Perspektiven zu entdecken, Ideen umzusetzen und autonom eigene Wege in der Welt zu beschreiten. Die Stiftung legt ihren Schwerpunkt darauf, Menschen mit ihren individuellen Stärken und Talenten persönlich zu fördern und die freie Entfaltung des Einzelnen in einem sozialen Netzwerk zu ermöglichen.

## Angebote

### Überblick der Angebote – „Mit Kopf, Herz und Hand“
Die Pestalozzi-Stiftung Hamburg bietet heute ein umfangreiches Angebot für Kinder, Jugendliche, Familien und Menschen mit Handicaps in Hamburg, Schleswig-Holstein und Niedersachsen an. Dazu zählen Kindertagesstätten, Wohnhäuser, Lebensgemeinschaften, Ambulante und stationäre Beratung und Betreuung, sowie Gemeinwesenarbeit. Die Stiftung unterstützt und begleitet Menschen in unterschiedlichen Lebenssituationen durch breit gefächerte Angebote, mit dem Ziel diese Menschen zum eigenständigen Leben und Handeln zu befähigen.

### Kindertagesangebote

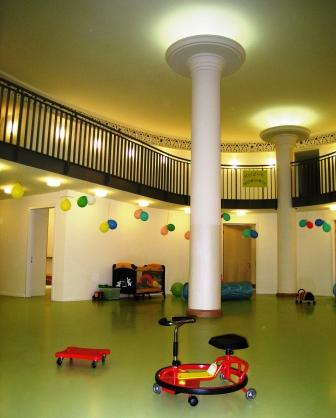
Kita in der Bethesdastraße in Borgfelde

Die Stiftung bietet Betreuung für Kinder von 1 bis 14 Jahren im Krippen- und Elementarbereich an. An einigen Schulen gibt es Kooperationen zur Ganztägigen Bildung und Betreuung an Schulen (GBS) und Ganztagsschule nach Rahmenkonzept (GTS). Die beiden ersten von der Stiftung betriebenen Kitas befinden sich in Hamburg-Eißendorf und im denkmalgeschützten ehemaligen AOK-Gebäude in Hamburg-Borgfelde. Zwei weitere Kitas in den Stadtteilen in Eppendorf (auf dem Gelände der Stiftung Anscharhöhe) und in St. Pauli wurden im November 2010 eröffnet. Die Kita im Stadtteil St. Pauli wurde in Kooperation mit dem Fußballclub FC St. Pauli im Millerntor-Stadion auf dem Heiligengeistfeld erbaut. Diese Kita soll weltweit die erste Kindertagesstätte in einem Fußballstadion sein. Weitere Kitas entstanden in den Folgejahren in der City-Nord im Stadtteil Hamburg-Winterhude, in Niendorf, in Sülldorf, in Wilstorf und 2024 in Norderstedt.

### Hilfe für junge Menschen

#### Wohnhäuser

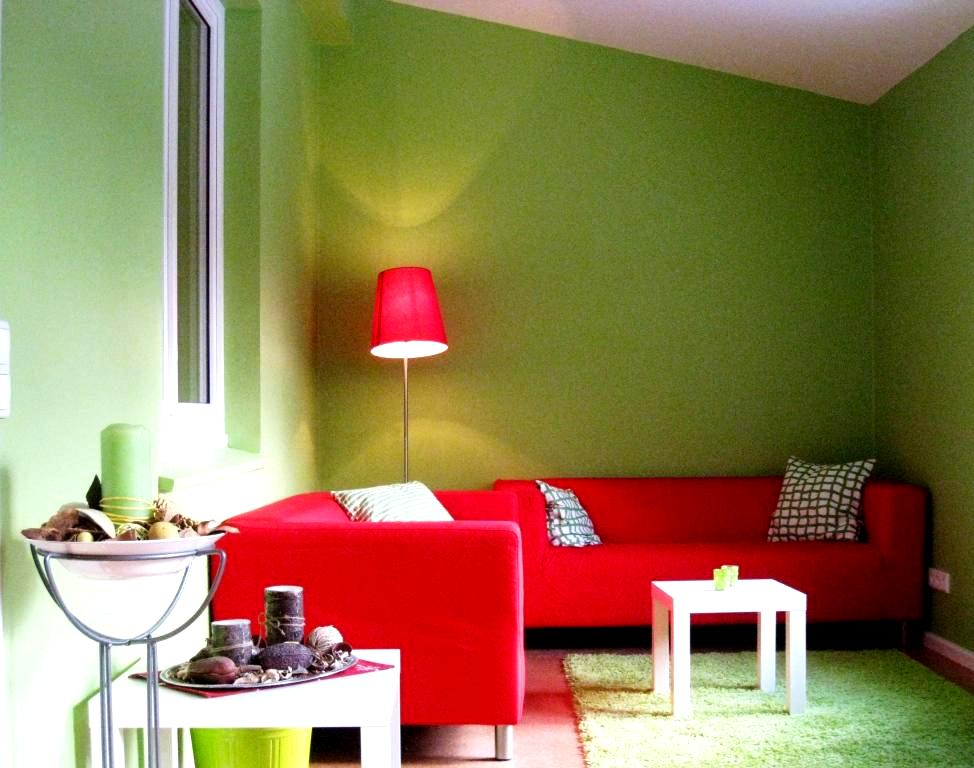
Wohnzimmer im Wohnhaus für Kinder und Jugendliche, Hamburg-Altona

Die Stiftung nimmt Kinder und Jugendliche, die in ihren Familien nicht mehr leben können, vorübergehend in den Wohnhäusern in Altona-Nord und in Farmsen auf. Verschiedenartige Probleme und schwierige Familiengeschichten erfordern die Unterbringung der jungen Menschen in diesen Einrichtungen. Ziel ist es, den jungen Menschen eine Atmosphäre der Geborgenheit und Sicherheit zu bieten und ihnen Selbstständigkeit und Verantwortungsbewusstsein im Alltagsleben zu vermitteln. Gemeinsam mit den Kindern bzw. Jugendlichen und ihren Familien werden individuelle Lösungen erarbeitet und in die Praxis umgesetzt. Im Vordergrund stehen die Bewältigung von Konflikten und Problemen und die Integration im sozialen Umfeld. Die Kinder und Jugendlichen sollen danach wieder in ihre Familien zurückkehren.

#### Sozialpädagogische Lebensgemeinschaften
Die sozialpädagogischen Lebensgemeinschaften bieten Kindern und Jugendlichen, die aus problematischen Lebensumständen kommen und zum Teil Vernachlässigung, Gewalt und Missbrauch erfahren haben, ein zeitlich begrenztes neues Zuhause. Durch enge professionelle pädagogische Betreuung wird eine familienähnliche Atmosphäre aufgebaut, die den Kindern Schutz und Sicherheit bietet, Vertrauen aufbaut und ein altersentsprechendes Leben ermöglicht. Die Zusammenarbeit mit der Herkunftsfamilie wird im Interesse der Kinder und Jugendlichen gepflegt. Es besteht je nach der persönlichen Situation und unter Berücksichtigung des Kindeswohls stets die Möglichkeit der Rückkehr. Sozialpädagogische Lebensgemeinschaften, die mit der Pestalozzi-Stiftung Hamburg kooperieren, befinden sich in Hamburg, Schleswig-Holstein, Niedersachsen, Mecklenburg-Vorpommern und Bremen. 

### Ambulante Hilfszentren

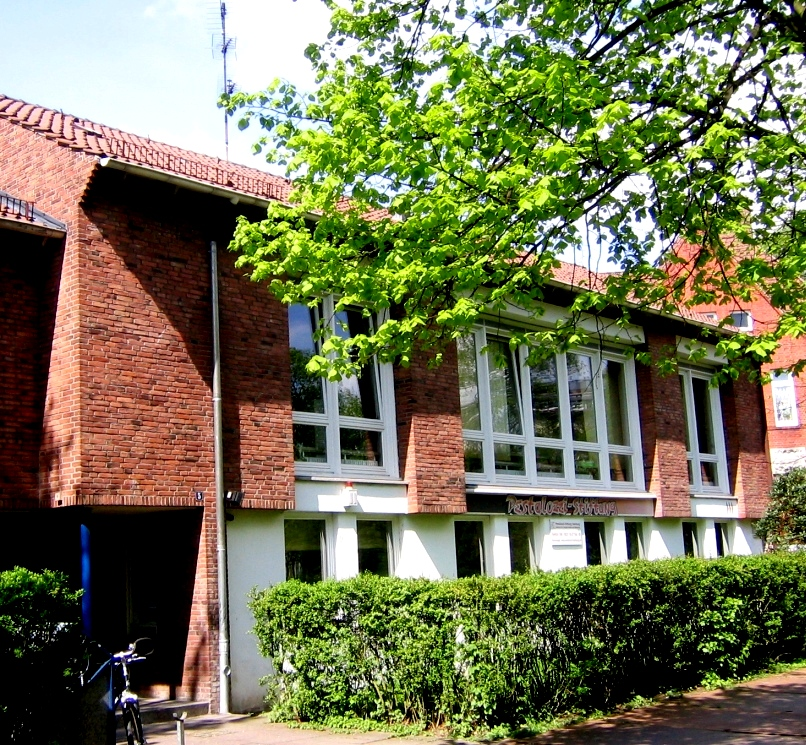
Zentrum Altona für soziale Arbeit und Beratung im Stadtteil Altona-Nord Bei der Pauluskirche 5

Die Stiftung bietet Kindern, Jugendlichen und Familien in schwierigen Lebenssituationen ambulante und flexible Hilfen an. Die Vermittlung der Familien und Kinder bzw. Jugendlichen an die Pestalozzi-Stiftung Hamburg findet über das Jugendamt statt. Die Eltern und Kinder bzw. Jugendlichen werden im Alltagsmanagement betreut und vor allem im Hinblick auf Erziehungsprobleme, sowie auch im Bereich der schulischen und sozialen Fragen beraten. Für Menschen mit Handicaps und psychischen Krankheiten bietet die Stiftung ambulante Einzelfallhilfe an. In der Beratung werden die Klienten über verschiedene Wege informiert, die bei der Suche nach einer Wohnung oder nach einem Ausbildungs- oder Arbeitsplatz zum Erfolg führen sollen. Die Zentren bieten Hilfe unter anderem bei Trennungsprozessen und im täglichen Umgang mit psychischen Krankheiten. Zudem klären die Mitarbeiter die Klienten über verschiedene Möglichkeiten der Sicherung finanzieller Lebensgrundlagen, wie auch in der gesundheitlichen Versorgung auf. Die Beratung in der Familienhilfe sowie in der Einzelfallhilfe umfasst ebenso Hilfe beim Finden geeigneter Freizeitangebote und Einrichtungen zum Knüpfen von sozialen Kontakten. Die Zentren der ambulanten sozialpädagogischen Familienhilfe und der ambulanten Einzelfallhilfe befinden sich in den Hamburger Stadtteilen Altona, Berne, Borgfelde und Langenhorn.

### Hilfe für Menschen mit Assistenzbedarf

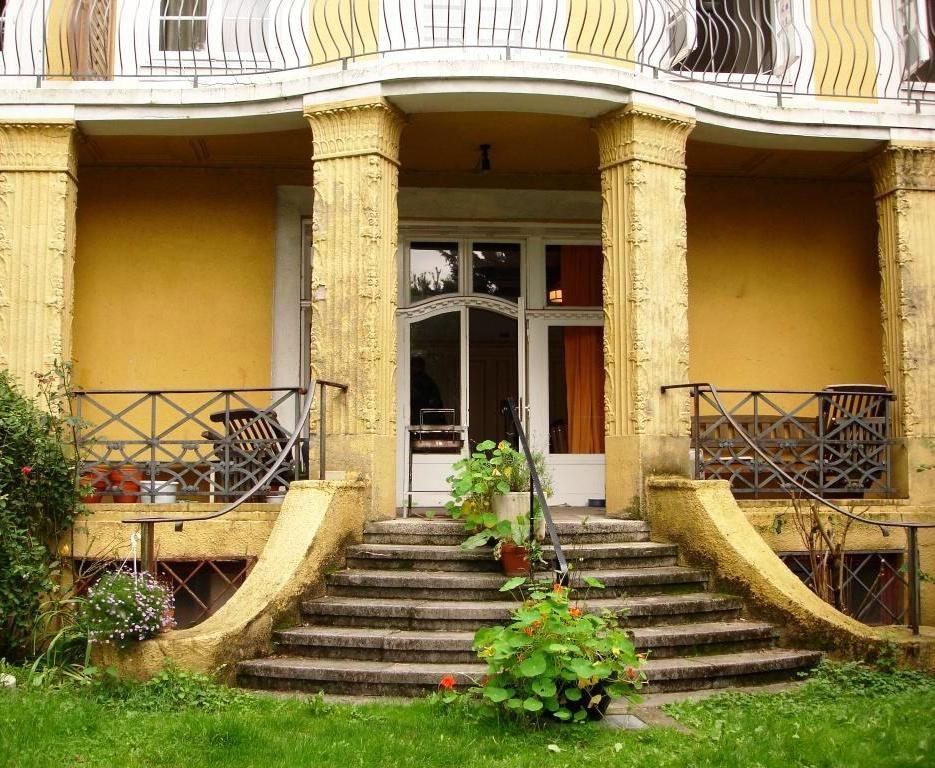
Terrasse des Wohnhauses für Menschen mit Assistenzbedarf in der Diestelstraße, Hamburg-Ohlstedt

Die Stiftung bietet Menschen mit Handicap Unterstützung im täglichen Leben. Sie betreibt ambulant betreute Wohngruppen, Einzel-Appartements und regional über die Stadt verteilte Büros, in denen ambulante Hilfen in Anspruch genommen werden können. So wohnten zum Beispiel bis 2013 in der Diestelstraße im Stadtteil Hamburg-Ohlstedt Männer und Frauen mit geistigen Handicaps unterschiedlichen Alters zusammen und wurden von professionellen Betreuern im Alltag begleitet. Die Einzel-Appartements in Farmsen und Berne werden eher von Menschen mit psychischen Erkrankungen bewohnt, wobei diese gezielt bei der Bewältigung ihrer Probleme unterstützt werden. Im Vordergrund steht immer das Ziel, den betreuten Menschen ein eigenständiges und vielfältiges soziales Leben zu ermöglichen. Die Menschen sind dabei so weit wie möglich gesellschaftlich integriert und führen ein autonomes Leben.

### Gemeinwesenarbeit
Die Stiftung bietet Unterstützung und Angebote in der ganzen Stadt Hamburg an, die der sozialen Integration und Beratung für Familien, Kinder, Jugendliche und junge Erwachsene dienen.
Der „Treff Berne“ ist ein sozialräumliches Beratungszentrum an der U-Bahnstation Berne in der ehemaligen Bücherhalle Berne. Wesentlich ist auch die Vernetzung mit anderen Einrichtungen im Sozialraum, um den Menschen im Stadtteil bedarfsgerechte Unterstützung zu bieten. In den Räumen befindet sich auch ein Café, wo sich Menschen aus der Umgebung zu einem kostengünstigen Mittagsessen treffen können. Die Pestalozzi-Stiftung kooperiert mit der Hamburger Werkstatt GmbH, die als Betreiber des Cafés im „Treff Berne“ Menschen eine Ausbildung anbieten.
Die „Familienhebammenprojekte“ in den Stadtteilen Berne und Großlohe unterstützen Schwangere und Mütter, die psychische, finanzielle und soziale Probleme haben oder minderjährig sind. In dieselbe Richtung zielt auch das Angebot „Nestlotse“ im Stadtteil Hamburg Bergedorf-West, das Mütter und Vätern Beratung und praktische Hilfe vor und nach der Geburt ihres Kindes bis zum sechsten Lebensjahr anbietet. Diese kooperieren mit verschiedenen Organisationen, um den Bedarf an Betreuung und Unterstützung regional optimal zu decken.

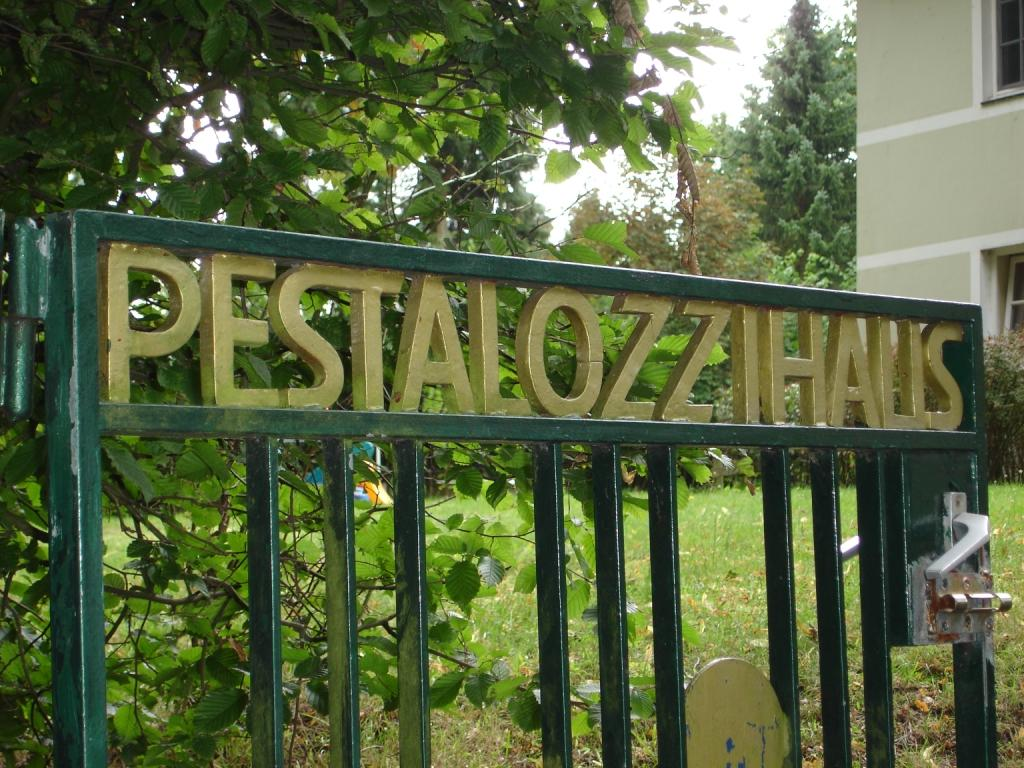
Das Haus in der Diestelstraße, Ohlstedt wurde 1931 als Kinderheim eröffnet. Heute ist es ein Wohnhaus für Menschen mit Assistenzbedarf

In der Nähe befindet sich in Farmsen die „Jugendfreizeitlounge“. Dort treffen sich Kinder und Jugendliche von 8 bis 18 Jahren, um gemeinsam Breakdance zu üben, die Skateboard-Anlage zu nutzen und neue Freundschaften zu knüpfen. Das Angebot umfasst unter anderem Tischfußball, Billard, Wii-Spielen, Computerkursen bis hin zu Kochabenden und Kinovorführungen.
Die Familienaktivierungsteams „F.aktiv“ in Berne, Bergedorf-West und Langenhorn haben als Ziel, Kindern, Jugendlichen und Familien kurzfristige Unterstützung und Beratung hauptsächlich in Bezug auf psycho-soziale Probleme zu bieten. Die Arbeit umfasst Konfliktberatung und praktische Hilfe in Alltagssituationen.

## Finanzielle Grundlagen
Die Stiftung wird hauptsächlich über öffentliche Mittel finanziert. Die Hilfen zur Erziehung in den Wohnhäusern, ambulanten Hilfen und Lebensgemeinschaften erhalten eine Finanzierung nach §§ 27 und ff. 30, 31, 34, 35, bei Volljährigkeit in Verbindung mit § 30 und § 35 nach § 41 SGB VIII, Ambulante Hilfe gem. §§ 27/28 SGB VIII i.Verb. mit § 36 SGB VIII. Die Projekte werden zum großen Teil über Zuwendungen von der Stadt Hamburg bezahlt. Besonders bei investiven neuen Projekten ist die Stiftung auf private Fördermittel und Spenden angewiesen.